# Мемориальная церковь Мартина Лютера (Берлин)
Мемориальная церковь Мартина Лютера (нем. Martin-Luther-Gedächtniskirche) — лютеранская церковь в южном Берлине. Первоначально заложенная как приходская, в 30-е годы церковь стала одним из центров нацистского движения «Немецкие христиане», что нашло отражение в оформлении здания. После войны — обычная приходская церковь. Закрыта в 2004 году в связи с аварийным состоянием. Приходским активом начат сбор средств для восстановления церкви, что вызывает бурную дискуссию в обществе.

## История церкви

### ВТретьем рейхе
Идея строительства нового церковного здания в Мариендорфе возникла ещё в XIX веке, однако строительство началось только 6 сентября 1933 года. Колокола были освящены 11 августа 1935 года, а сама церковь — 22 декабря 1935 года. В убранстве церкви изобиловала нацистская символика. В середине 30-х годов более двух третей прихожан были членами НСДАП.

### Послевоенный период
После войны церковь становится обычным приходским молитвенным домом. Единственные изменения — на стенах церкви уничтожаются свастики. Начиная с 1954 года церковь неоднократно подвергалась ремонту. В 1989 году в церкви размещён графический цикл «Аушвиц» работы польского художника Павла Вархола (пол. Pavel Warchol).
В 2001 году состояние церкви значительно ухудшается — появляются трещины в колокольне и стенах, в результате чего в 2004 году церковь закрывается.

## Интерьер
В интерьере церкви до настоящего времени сохраняется большое количество символов, характерных для периода Третьего рейха
- общий вид интерьера[3]
- канделябр в форме железного креста[4]
- резьба на кафедре проповедника изображает Иисуса Христа, окружённого солдатами в касках и арийскими женщинами и детьми[5]
- изображение на арке штурмовика в каске[6]
- резьба баптистерия с изображением человека в форме СА[7]

Ранее алтарь (как и церковные колокола) были украшены свастиками, однако эти изображения были ликвидированы после войны.